# Epitome of Illusions
Epitome of Illusions treći je studijski album norveškog simfonijskog black metal-sastava Limbonic Art. Album je 1998. godine objavila diskografska kuća Nocturnal Art Productions.

## O albumu
Album se u cijelosti sastoji od ponovno snimljenih pjesama koje su izvorno bile objavljene na demouradcima sastava, prije nego što je grupa potpisala ugovor s diskografskom kućom Nocturnal Art Productions; zbog toga se Epitome of Illusions može smatrati i studijskim albumom i kompilacijom, iako je Morfeus, gitarist i klavijaturist grupe, u jednom intervjuu izjavio da album nije cjelokupno studijsko djelo.

## Popis pjesama
| 1.    | »Symphony in Moonlight and Nightmares« | 5:35  |
| 2.    | »Eve of Midnight«                      | 7:40  |
| 3.    | »Path of Ice«                          | 6:19  |
| 4.    | »Sources to Agonies«                   | 4:15  |
| 5.    | »Solace of the Shadows«                | 6:55  |
| 6.    | »The Black Hearts Nirvana«             | 10:27 |
| 7.    | »Arctic Odyssey« (instrumental)        | 3:44  |
| 44:55 |                                        |       |

| Inačica Merciless Recordsa iz 1998. godine | Inačica Merciless Recordsa iz 1998. godine | Inačica Merciless Recordsa iz 1998. godine | Inačica Merciless Recordsa iz 1998. godine | Inačica Merciless Recordsa iz 1998. godine | Inačica Merciless Recordsa iz 1998. godine | Inačica Merciless Recordsa iz 1998. godine | Inačica Merciless Recordsa iz 1998. godine | Inačica Merciless Recordsa iz 1998. godine | Inačica Merciless Recordsa iz 1998. godine |
| Br.                                        | Skladba                                    | Trajanje                                   |                                            |                                            |                                            |                                            |                                            |                                            |                                            |
| ------------------------------------------ | ------------------------------------------ | ------------------------------------------ | ------------------------------------------ | ------------------------------------------ | ------------------------------------------ | ------------------------------------------ | ------------------------------------------ | ------------------------------------------ | ------------------------------------------ |
| 1.                                         | »Symphony in Moonlight and Nightmares«     | 5:35                                       |                                            |                                            |                                            |                                            |                                            |                                            |                                            |
| 2.                                         | »Eve of Midnight«                          | 7:40                                       |                                            |                                            |                                            |                                            |                                            |                                            |                                            |
| 3.                                         | »Path of Ice«                              | 6:19                                       |                                            |                                            |                                            |                                            |                                            |                                            |                                            |
| 4.                                         | »Sources to Agonies«                       | 4:15                                       |                                            |                                            |                                            |                                            |                                            |                                            |                                            |
| 5.                                         | »Solace of the Shadows«                    | 6:55                                       |                                            |                                            |                                            |                                            |                                            |                                            |                                            |
| 6.                                         | »The Black Hearts Nirvana«                 | 10:27                                      |                                            |                                            |                                            |                                            |                                            |                                            |                                            |
| 7.                                         | »Phantasmagorial Dreams« (bonus pjesma)    | 6:23                                       |                                            |                                            |                                            |                                            |                                            |                                            |                                            |
| 8.                                         | »Arctic Odyssey« (instrumental)            | 3:44                                       |                                            |                                            |                                            |                                            |                                            |                                            |                                            |
| 51:18                                      |                                            |                                            |                                            |                                            |                                            |                                            |                                            |                                            |                                            |

## Zasluge
| Limbonic Art - Daemon – vokali, gitara, bas-gitara - Morfeus – vokali, gitara, klavijature, programiranje bubnjeva, naslovnica | Ostalo osoblje - Peter Lundell – produkcija, miksanje - Thomas Hvitstein – fotografija |